# Communauté de communes Airvaudais-Val du Thouet
La communauté de communes Airvaudais-Val du Thouet est une communauté de communes française, située dans le département des Deux-Sèvres, en région Nouvelle-Aquitaine.
Elle tient son nom du rapprochement des anciennes communautés de communes de l'Airvaudais et du Val du Thouet.

## Histoire
La communauté de communes Airvaudais-Val du Thouet a été créée le 1er janvier 2014. Elle regroupe quatre des sept communes issues de la communauté de communes de l'Airvaudais et six des sept communes de la communauté de communes du Val du Thouet, ces deux intercommunalités ayant cessé d'exister au 31 décembre 2013. Ce nouvel ensemble comprend donc dix communes.
Le 1er janvier 2019, Tessonnière fusionne au sein de la commune nouvelle d'Airvault. 

## Territoire communautaire

### Géographie
Située au nord  du département des Deux-Sèvres, la communauté de communes Airvaudais-Val du Thouet regroupe 9 communes et présente une superficie de 226 km2.

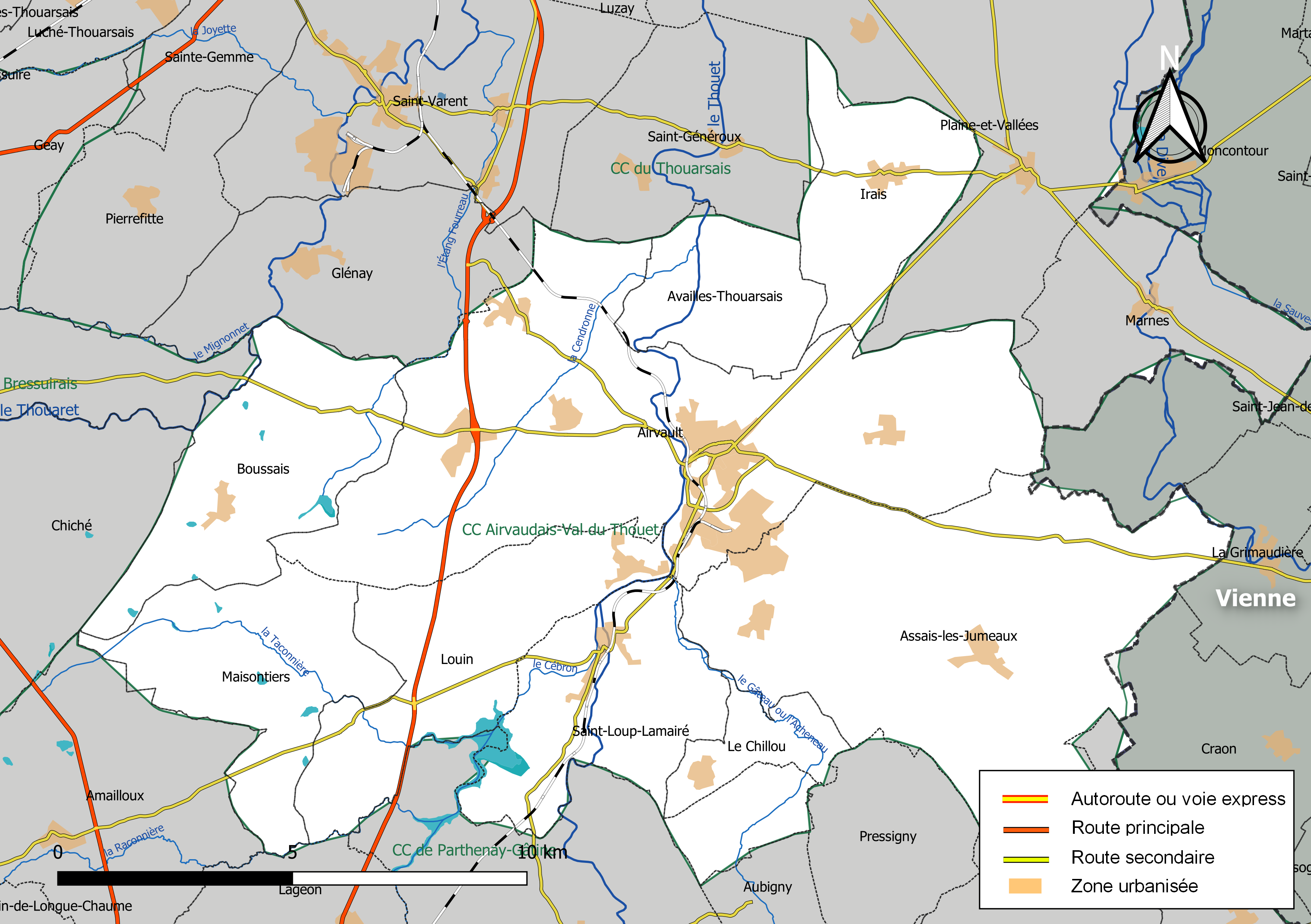
Carte de la communauté de communes Airvaudais-Val du Thouet au 1er janvier 2019.

### Composition

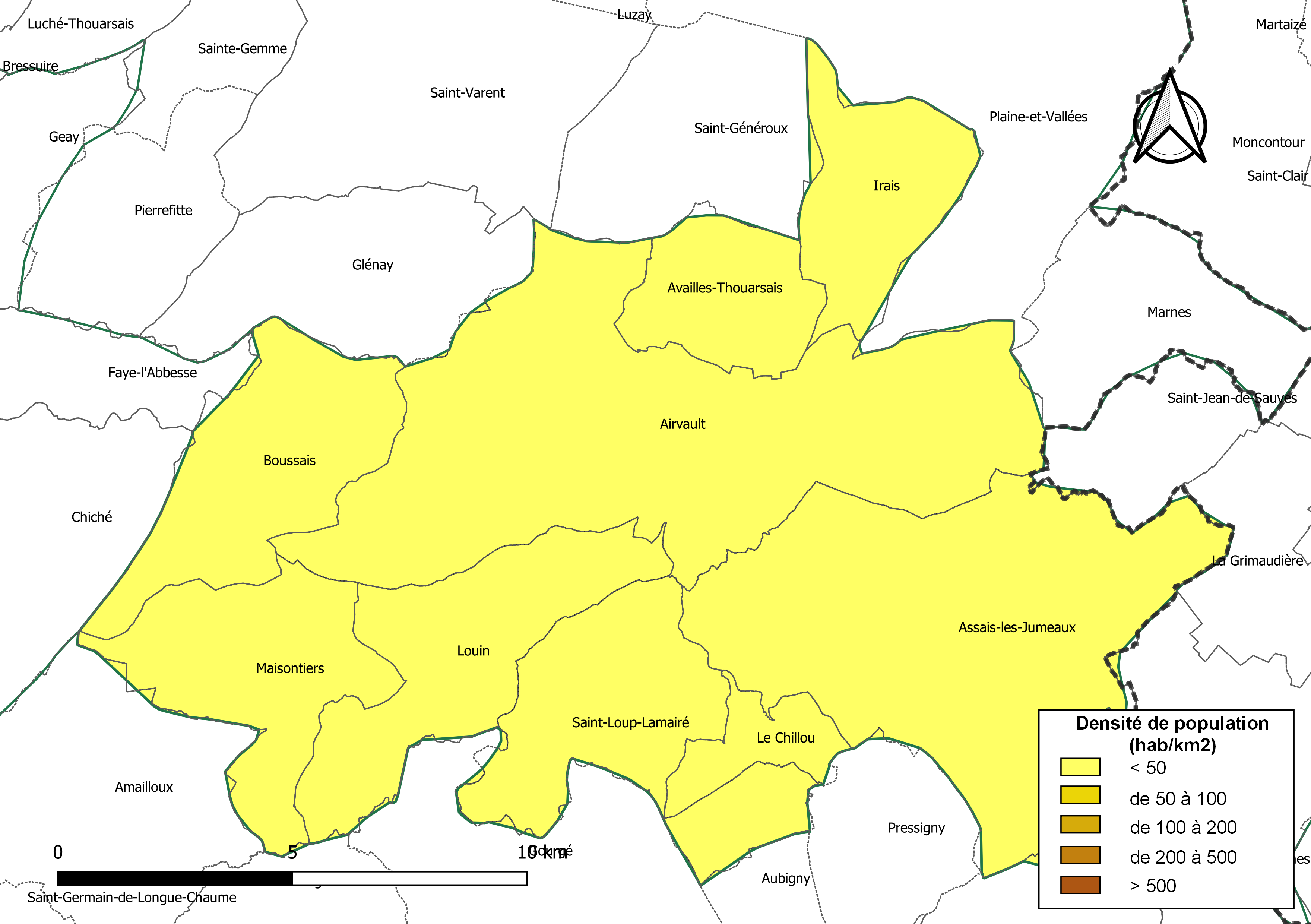
Carte des densités de population (millésimée 2016) des communes de la communauté de communes Airvaudais-Val du Thouet. Composition en communes au 1er janvier 2019.

La communauté de communes est composée des 9 communes suivantes :

| Nom                 | Code Insee | Gentilé    | Superficie (km2) | Population (dernière pop. légale) | Densité (hab./km2) |
| ------------------- | ---------- | ---------- | ---------------- | --------------------------------- | ------------------ |
| Airvault (siège)    | 79005      | Airvaudais | 63,88            | 3 295 (2022)                      | 52                 |
| Assais-les-Jumeaux  | 79016      |            | 52,26            | 766 (2022)                        | 15                 |
| Availles-Thouarsais | 79022      |            | 10,85            | 184 (2022)                        | 17                 |
| Boussais            | 79047      |            | 19,72            | 448 (2022)                        | 23                 |
| Le Chillou          | 79089      |            | 5,12             | 164 (2022)                        | 32                 |
| Irais               | 79141      |            | 13,5             | 209 (2022)                        | 15                 |
| Louin               | 79156      |            | 20,56            | 679 (2022)                        | 33                 |
| Maisontiers         | 79165      | Itériens   | 18,29            | 130 (2022)                        | 7,1                |
| Saint-Loup-Lamairé  | 79268      | Lupéens    | 21,8             | 1 038 (2022)                      | 48                 |

### Démographie
| 1968  | 1975  | 1982  | 1990  | 1999  | 2010  | 2015  | 2016  |
| ----- | ----- | ----- | ----- | ----- | ----- | ----- | ----- |
| 8 410 | 8 205 | 8 012 | 7 591 | 7 138 | 7 049 | 6 951 | 6 918 |

## Administration

### Siège
Le siège de la communauté de communes est situé à Airvault.

### Présidence
| Période | Période  | Identité         | Étiquette    | Qualité                        |
| ------- | -------- | ---------------- | ------------ | ------------------------------ |
| 2014    | En cours | Olivier Fouillet | Centre droit | Maire d'Airvault (depuis 2014) |

### Compétences
| Compétences obligatoires                                                      | Compétences optionnelles                                                                               | Compétences facultatives      |
| Aménagement de l’espace communautaire                                         | Politique du logement et du cadre de vie                                                               | Culture                       |
| Actions de développement économique intéressant l’ensemble de la collectivité | Construction, entretien et fonctionnement d’équipements culturels, sportifs, sociaux et médico-sociaux | Tourisme                      |
|                                                                               | Protection et mise en valeur de l’environnement                                                        | Informatique et communication |
|                                                                               | Action sociale d’intérêt communautaire                                                                 |                               |
|                                                                               | Étude d’implantation, réalisation, location de logements et bureaux liés à la gendarmerie              |                               |
|                                                                               | Enfance et jeunesse                                                                                    |                               |

### Régime fiscal et budget
Le régim fiscal de la communauté de communes est la fiscalité professionnelle unique (FPU).

## Projets
la viabilisation d’une tranche de zone d’activité Auralis 2,
- l’enfouissement des réseaux et la rénovation des voiries de la zone de Dissé,
- la réhabilitation de la piscine située à Airvault,
- la requalification du site touristique du Cébron,
- la modernisation et l’adaptation de nos déchèteries,
- l’exécution des travaux en assainissement conformément au schéma,
- l’adaptation de l’accueil au Pôle enfance répondant au mieux aux besoins 
des familles,
- la poursuite du travail d’élaboration de notre Plan Local d’Urbanisme In-
tercommunal.